# Memorial Day

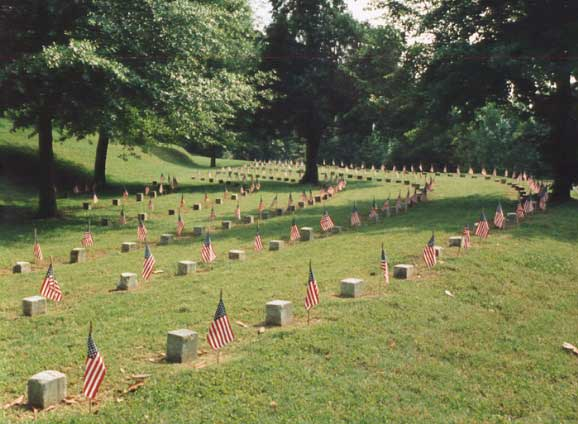
Memorial Day

Memorial Day (česky Den obětí války) se slaví v USA poslední pondělí v květnu.
Občané USA si připomínají členy ozbrojených sil, kteří zemřeli v boji. Tento den je současně oslavou konce nepřátelských akcí v americké občanské válce v roce 1865. Tento svátek se původně nazýval Den padlých a poprvé byl slaven v roce 1866 k uctění vojáků, kteří bojovali v americké občanské válce. Dnes se tímto svátkem uctívají všichni američtí vojáci, padlí v kterékoliv válce.